# يوهانا روبنز
يوهانا روبنز (بالإنجليزية: Johanna Long)‏ هي سائق سيارة سباق أمريكية، ولدت في 26 مايو 1992 في بينساكولا في الولايات المتحدة.

## وصلات خارجية
- الموقع الرسمي
- يوهانا روبنز على موقع Racing-Reference.info (الإنجليزية)